# Hans Barkowski
Hans Barkowski (* 12. März 1947 in Berlin) ist ein deutscher Germanist, Philologe, Lehrer und Universitätsprofessor sowie Fachautor insbesondere zum Thema Deutsch als Zweitsprache. 

## Werdegang
Barkowski arbeitete als Lehrer für Deutsch als Fremdsprache am Goethe-Institut und führte von 1974 bis 1981 Forschungsprojekte zum durch Unterricht gestützten Zweitspracherwerb von türkischen Arbeitsmigranten in Deutschland durch. Ab 1982, dem Jahr seiner Promotion, begann er die Entwicklung der didaktischen Filmreihe Korkmazlar, in der Erkenntnisse seiner Forschungen angewendet wurden und die später mehrfach im deutschen Fernsehen gezeigt wurde.
1985 war seine Habilitation, im November 1988 wurde Barkowski für eine C3-Professur an die Freie Universität Berlin berufen. Hier war er am Institut für Interkulturelle Erziehung in der Pädagogenausbildung tätig. Seit 1998 hat er eine C4-Professur für Deutsch als Fremd- und Zweitsprache an der Friedrich-Schiller-Universität Jena inne.
Daneben hat er zahlreiche Mitgliedschaften und Beiratstätigkeiten, z. B. ist er Vorstandsmitglied des Fachverbandes Deutsch als Fremdsprache und Redaktionsmitglied der Zeitschriften Bildungsarbeit in der Zweitsprache Deutsch und Fremdsprachen lehren und lernen und veröffentlicht Fachbücher.